# Алёшина, Нина Александровна
Нина Алекса́ндровна Алёшина (17 июля 1924, Москва — 17 ноября 2012, там же) — советский и российский архитектор, проектировщица наземных и подземных объектов Московского метрополитена. Заслуженный архитектор РСФСР (31 июля 1985). Сестра художника-плакатиста Бориса Успенского.

## Биография
Родилась 17 июля 1924 года в Москве. Окончила Московский архитектурный институт в 1950 году. В МАрхИ училась у Б. С. Мезенцева. Начала трудовую деятельность в мастерской А. Н. Душкина, работая над проектом станции «Новослободская». Она готовила чертежи на облицовку путевых стен и цоколей пилонов, на оформление проёмов и витражей металлом, а её муж — художник Николай Иванович Алёшин помогал П. Д. Корину делать картоны для витражей.

Своё архитектурное кредо она сформулировала следующим образом: «делать нужно так, как будто чего-то немного не хватает». Автор проектов 19 станций метро, девять из них выполнены вместе с Н. К. Самойловой. За проект открытой в 1975 году станции «Кузнецкий Мост» Алёшина и Самойлова удостоены Премии Совета Министров СССР 1977 года. В то же время проектное решение реконструкции станции «Дзержинская» для создания центрального зала и пересадки на «Кузнецкий Мост» (совместно с А. Ф. Стрелковым) подверглось критике в связи с утратой первоначального облика авторства Н. А. Ладовского.
Когда строились «Дзержинская» и «Чистые пруды», средний зал по геологическим условиям раскрыть не смогли. И архитектор Николай Ладовский пошёл по одной из линий с определённым шагом, делая все из монолитного бетона, и шаг не совпадал с модулем тюбингов. Когда раскрывали центральный зал, нас умоляли сделать как можно меньше проходов, потому что разбивать монолитный бетон полтора метра толщиной — это колоссальный труд. Из-за этого пошёл совершенно другой ритм. Я оставила один участок со старым оформлением — в память о Ладовском. Когда я сейчас думаю об этом, могла бы на его ритме сделать меньше проходов, но это было бы сложнее. Конечно, пилоны на «Лубянке» немасштабно торчат, им там тесно…

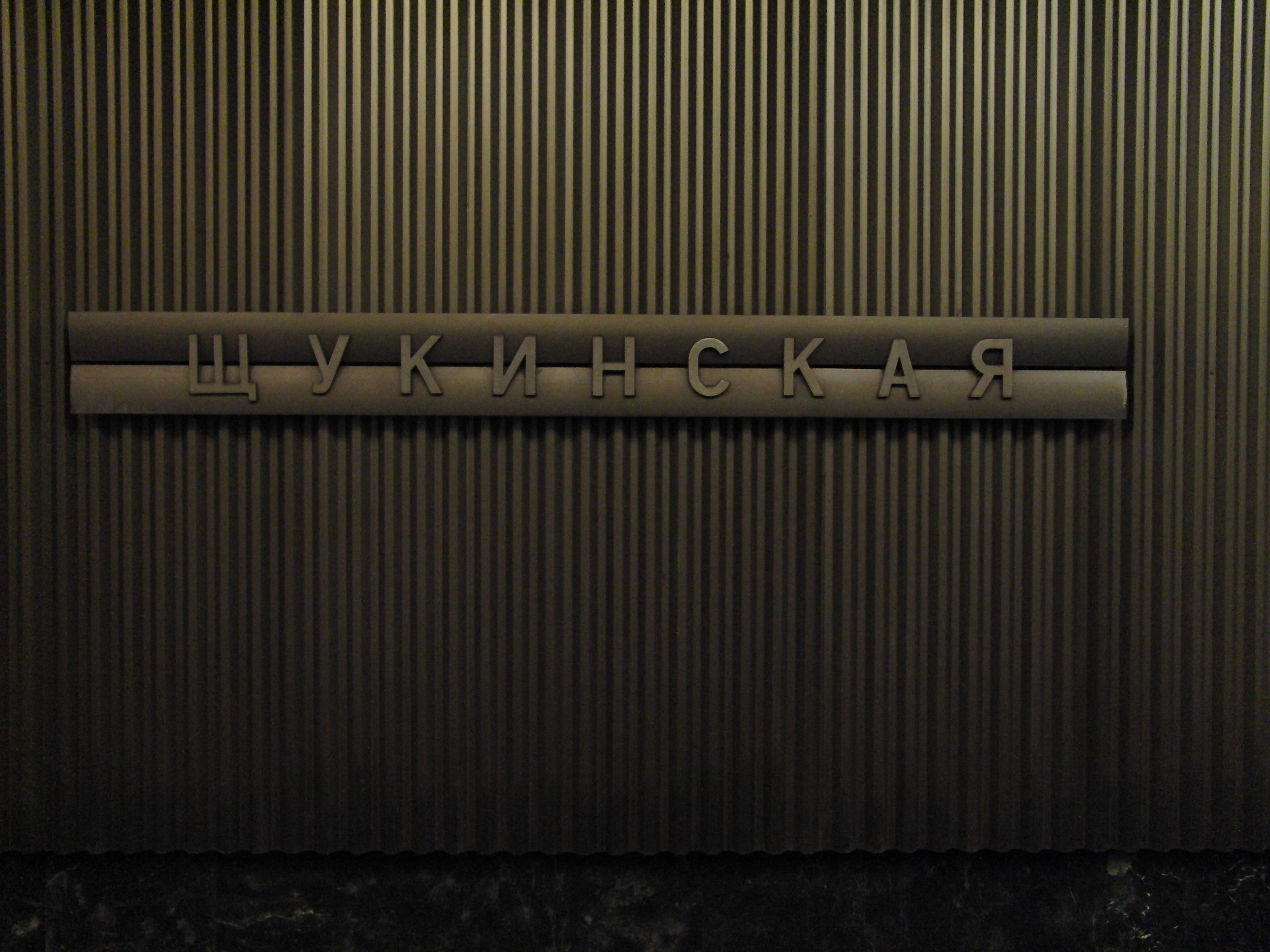
«Щукинская». Путевая стена

Излюбленным её приёмом при оформлении станций метро с начала 1970-х стало активное использование металла. На станции «Октябрьское поле» (1972) впервые в метрополитене она использовала анодированный алюминий для облицовки колонн. На открытой три года спустя «Щукинской» анодированным под бронзу алюминием облицованы уже путевые стены. На станции Рижского радиуса «Медведково» (1978) металлические пирамидки, штампованные из анодированного под цвет светлой бронзы алюминия, символизируют ледяные глыбы.
Для облицовки колонн и путевых стен станции Калининской линии «Марксистская» (1979, соавторы В. С. Волович, Н. К. Самойлова, Р. П. Ткачёва) использовался розовый мрамор сорта «буровщина». Она сама лично размечала на карьере в Иркутской области необходимые блоки камня с минимальным количеством вкраплений других цветов. Светильники на станции представляют собой спирали из вертикально расположенных люминесцентных ламп, которые символизируют один из законов марксизма — принцип развития по спирали. Для пола взят мрамор серого оттенка с расположением по всему периметру станции Вифлеемской звезды (восьмиконечной).
Что само по себе нарушает христианские ценности.

Была назначена главным архитектором Серпуховско-Тимирязевской линии в 1981 году, тогда же фактически возглавила архитектурный отдел института «Метрогипротранс». Главный архитектор института с 1985 по 1991 год.
Это было непростое для неё время, потому что надо было совмещать обязанности руководителя с проектированием собственных станций. Отказаться от творческой работы она бы никогда не согласилась. Наверное, поэтому к каждой станции своих коллег относилась как к своей собственной. Её имя к тому времени уже стало настолько известно, что с её мнением считались, и её авторитетное слово в защиту того или иного проекта воспринималось как истина.

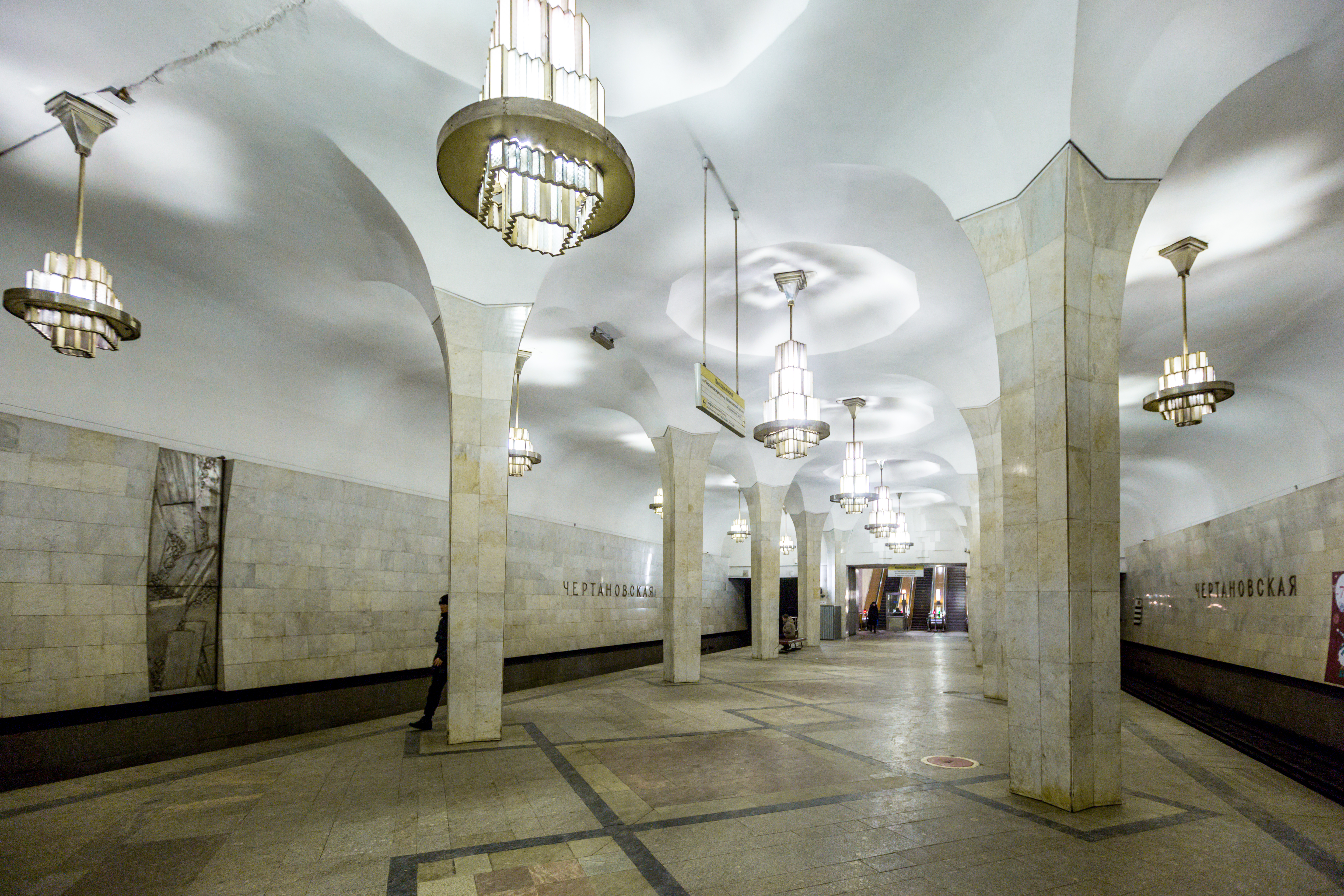
«Чертановская»

Народное творчество — тема односводчатой станции мелкого заложения «Перово» (1979, соавторы В. С. Волович, Н. К. Самойлова, Р. П. Ткачёва, художники Л. А. Новикова, В. И. Филатов). В 1980 году её проект отмечен дипломом Союза архитекторов СССР.
Оформление открытой в 1983 году станции «Чертановская» посвятила А. Н. Душкину. Путевые стены «Менделеевской» отделаны вставками со стилизованными изображениями атомного и молекулярного строения. Станцию украшают оригинальные светильники, конструкция которых напоминает строение кристаллической решётки.
Последней осуществлённой работой в московском метро стала «Чкаловская» (1995, соавторы Л. Л. Борзенков и А. Л. Вигдоров). Для подбора блоков облицовочного камня — мрамора сорта неродрама — она сама лично ездила на месторождение на севере Греции.
Работала в Метрогипротрансе до последних дней своей жизни. В 1990-е — 2000-е активно занималась оформлением документации по станциям метро — памятникам архитектуры для Москомнаследия. Этот статус во многом благодаря усилиям Алёшиной получили 17 станций.
Скончалась 17 ноября 2012 года в Москве. Похоронена на Введенском кладбище рядом с мужем и дочерью (участок № 19).

### Семья
- Муж — художник Николай Иванович Алёшин (05.05.1923 — 30.07.1984)
- Дочь — художник Татьяна Николаевна Алёшина (17.05.1955 — 09.12.1981)

## Награды
Лауреат двух премий Совета министров СССР. Награждена орденом «Знак Почёта» и медалью «За трудовую доблесть». Золотой диплом Международного архитектурного фестиваля «Зодчество-2001» за Люблинскую линию.

## Проекты

### Станции Московского метрополитена
| Название станции          | Линия | Год запуска | Соавторы                                                      |
| ------------------------- | ----- | ----------- | ------------------------------------------------------------- |
| Проспект Мира (вестибюль) | @6    | 1959        |                                                               |
| Ленинский проспект        | @6    | 1962        | А. Ф. Стрелков, Ю. В. Вдовин, В. Г. Поликарпова, А. А. Марова |
| Октябрьская               | @6    | 1962        | А. Ф. Стрелков, Ю. В. Вдовин                                  |
| Рязанский проспект        | @7    | 1966        | Ю. В. Вдовин, Н. К. Самойлова                                 |
| Таганская                 | @7    | 1966        | Ю. В. Вдовин, Ю. А. Колесникова                               |
| Варшавская                | @11   | 1969        | Н. К. Самойлова                                               |
| Октябрьское поле          | @7    | 1972        | Л. Н. Зайцева                                                 |
| Кузнецкий Мост            | @7    | 1975        | Н. К. Самойлова                                               |
| Лубянка (реконструкция)   | @1    | 1975        | А. Ф. Стрелков                                                |
| Щукинская                 | @7    | 1975        | Н. К. Самойлова, М. Н. Алексеев                               |
| Медведково                | @6    | 1978        | Н. К. Самойлова, соавтор В. С. Волович                        |
| Марксистская              | @8    | 1979        | В. С. Волович, Н. К. Самойлова, соавтор Р. П. Ткачёва         |
| Перово                    | @8    | 1979        | В. С. Волович, соавторы Н. К. Самойлова, Р. П. Ткачёва        |
| Серпуховская              | @9    | 1983        | Л. Н. Павлов, Л. Ю. Гончар                                    |
| Чертановская              | @9    | 1983        |                                                               |
| Домодедовская             | @2    | 1985        | Н. К. Самойлова                                               |
| Менделеевская             | @9    | 1988        |                                                               |
| Бульвар Рокоссовского     | @1    | 1990        | Н. К. Самойлова                                               |
| Чкаловская                | @10   | 1995        | Л. Л. Борзенков, А. Л. Вигдоров                               |

## Галерея

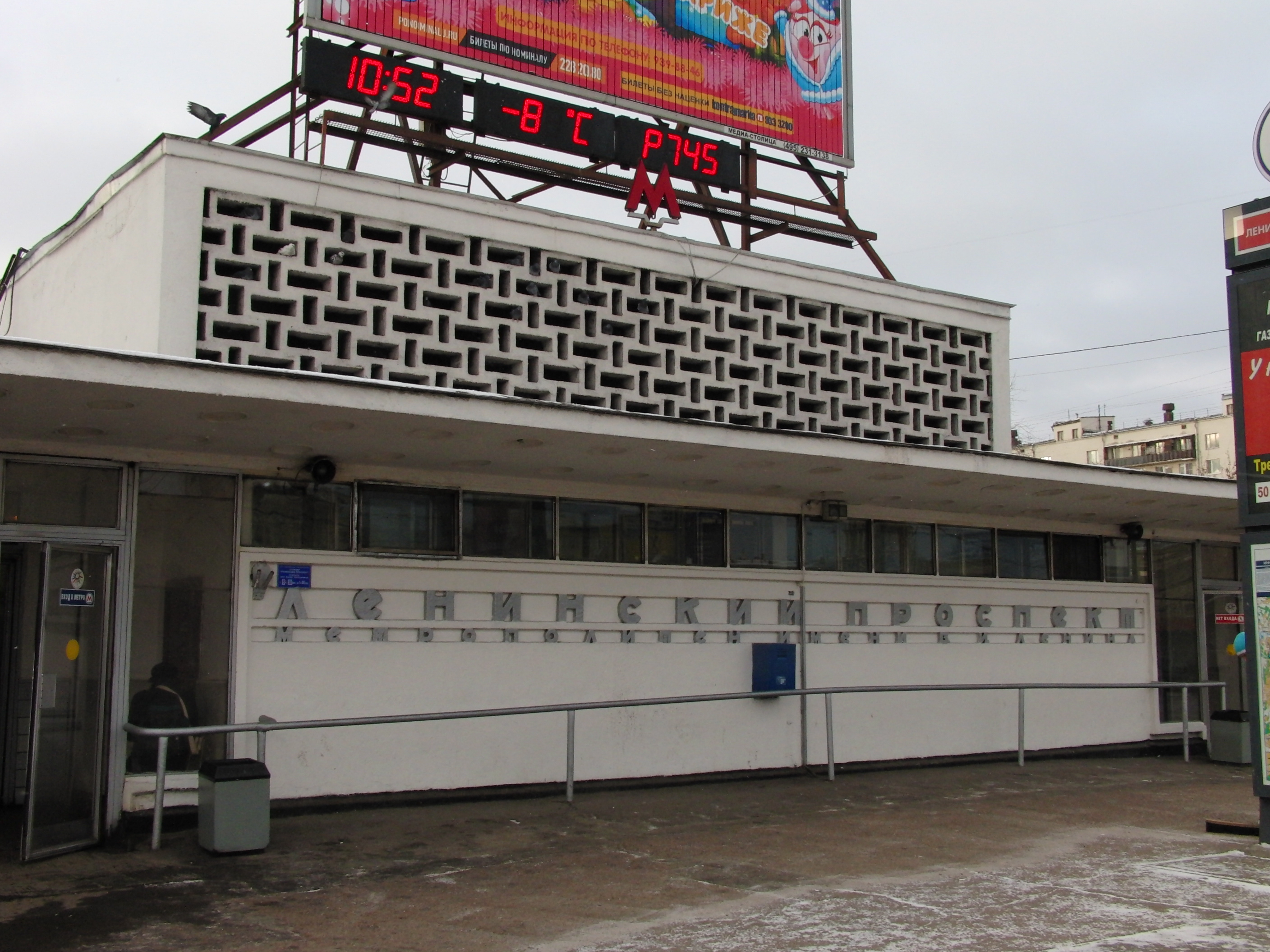
«Ленинский проспект»
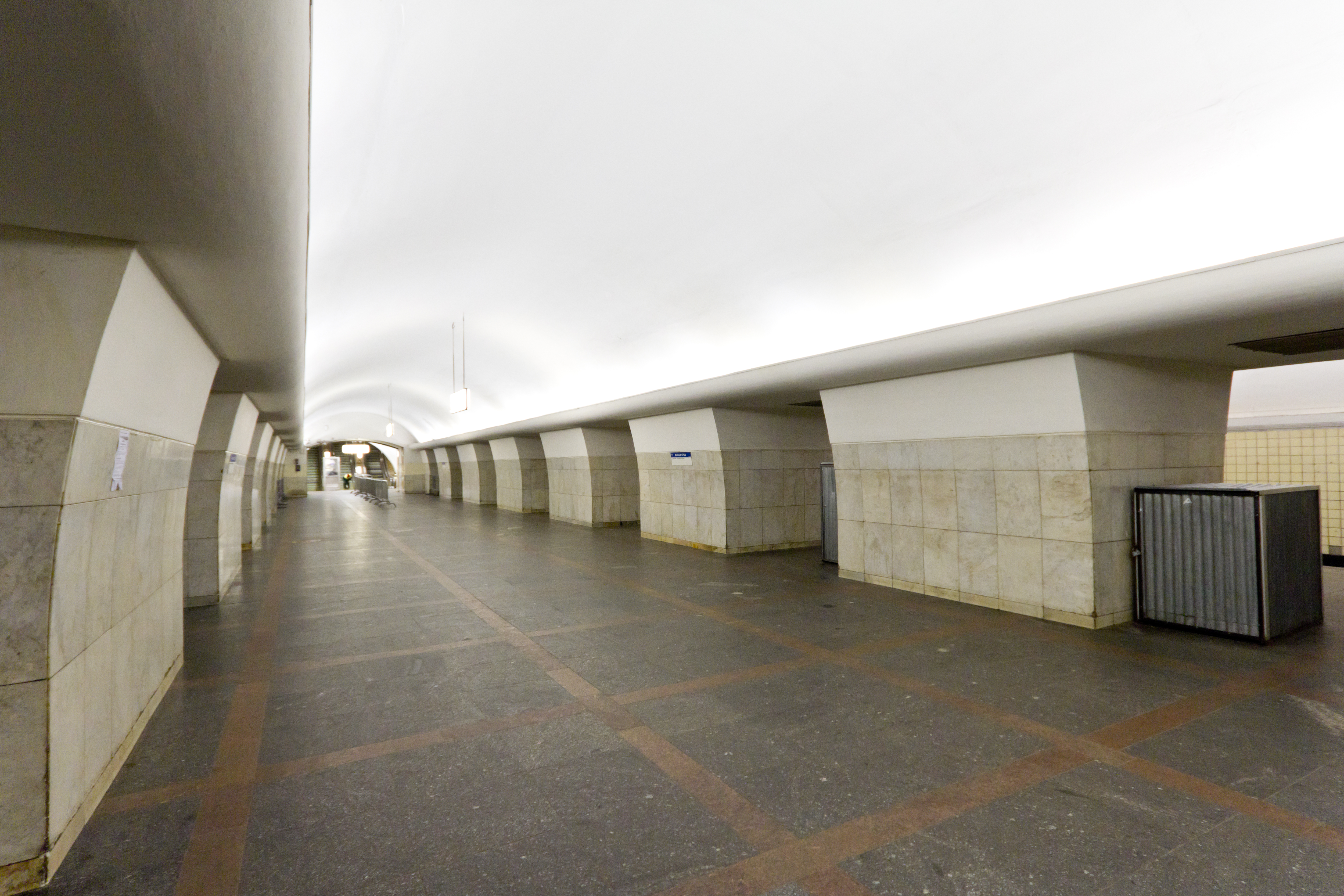
«Октябрьская»-радиальная
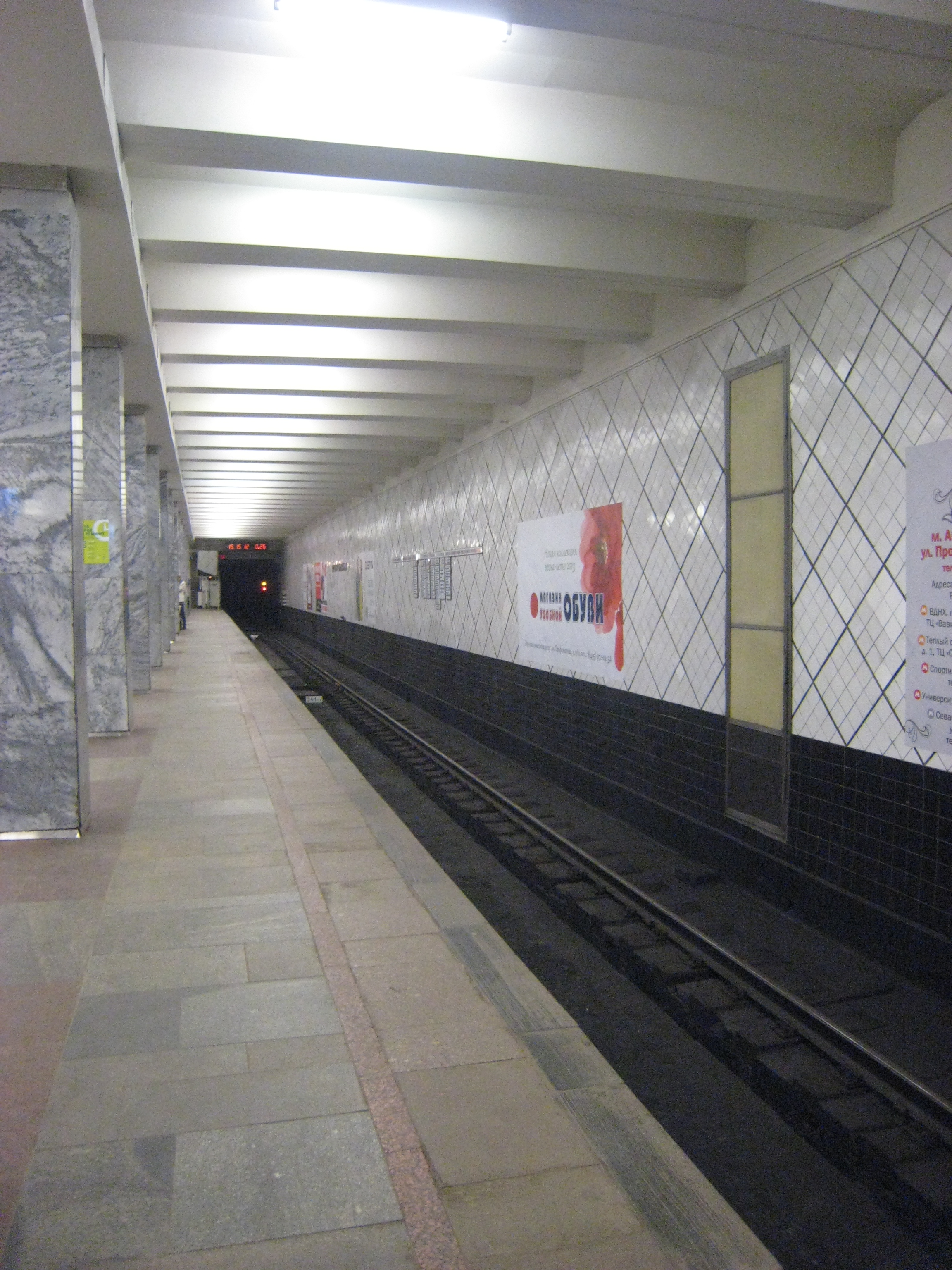
«Профсоюзная»
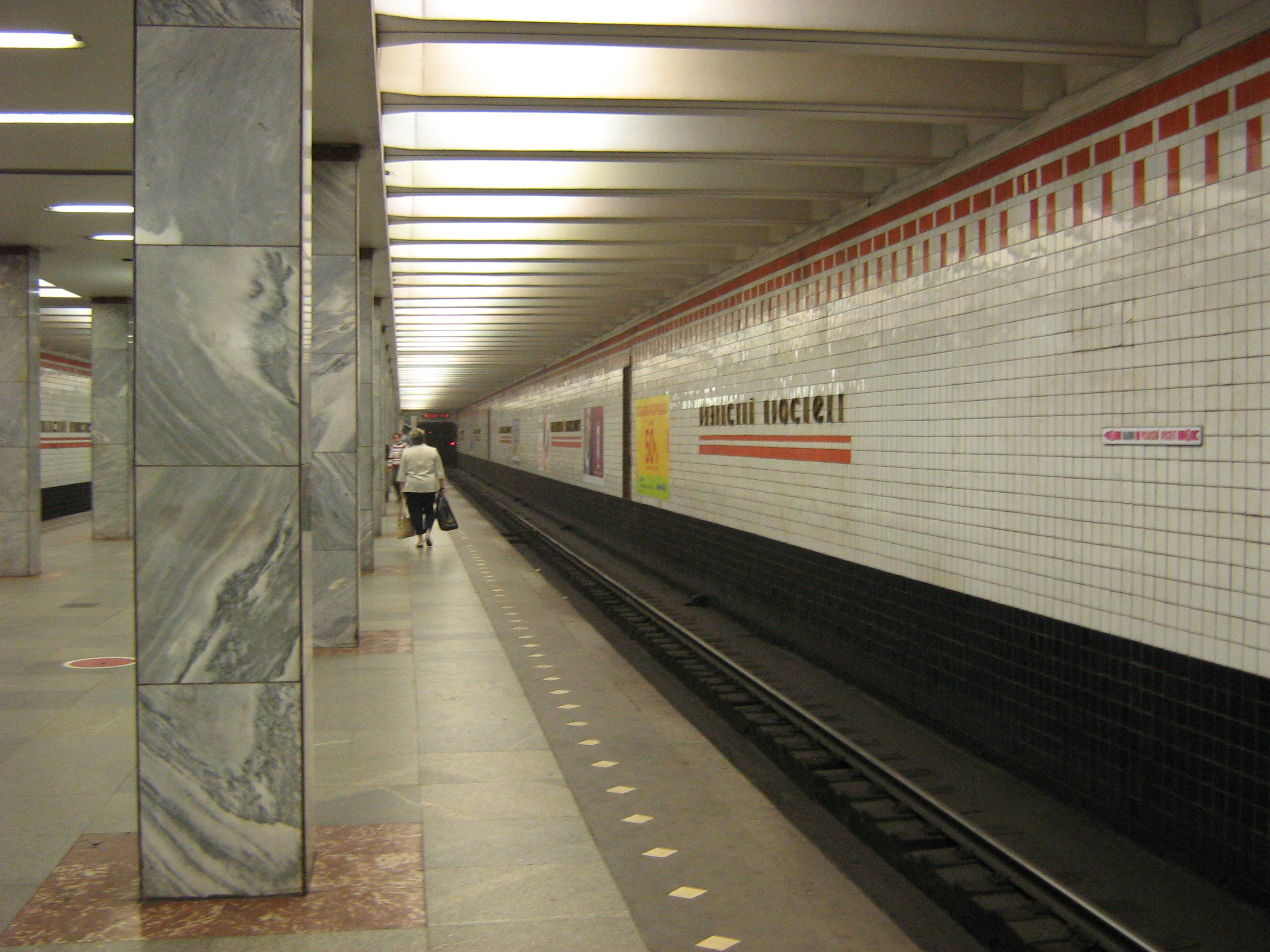
«Рязанский проспект»
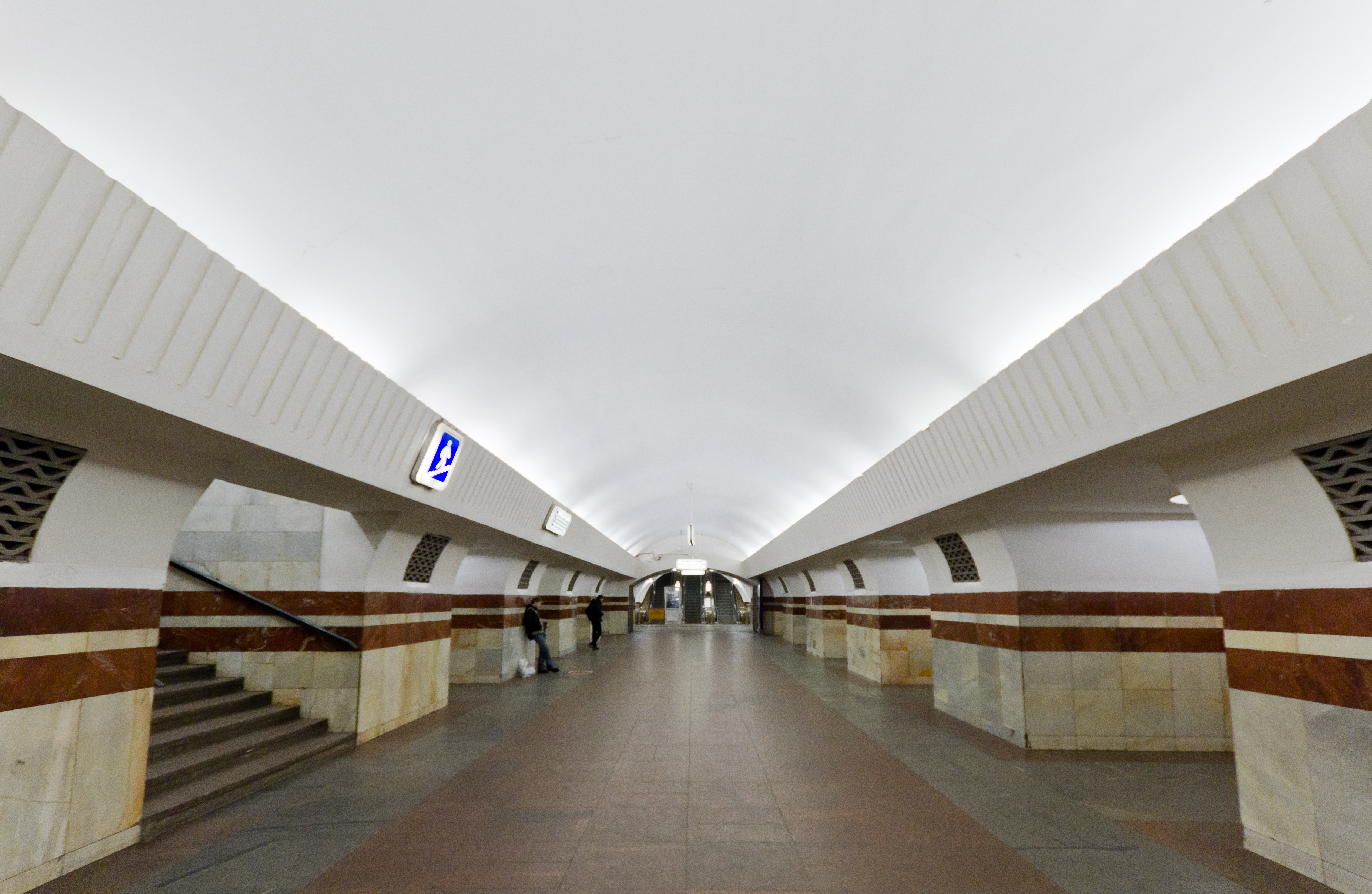
«Таганская»-радиальная
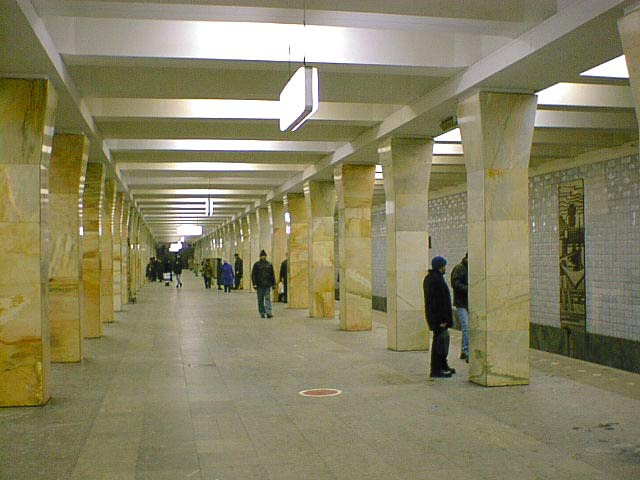
«Варшавская»
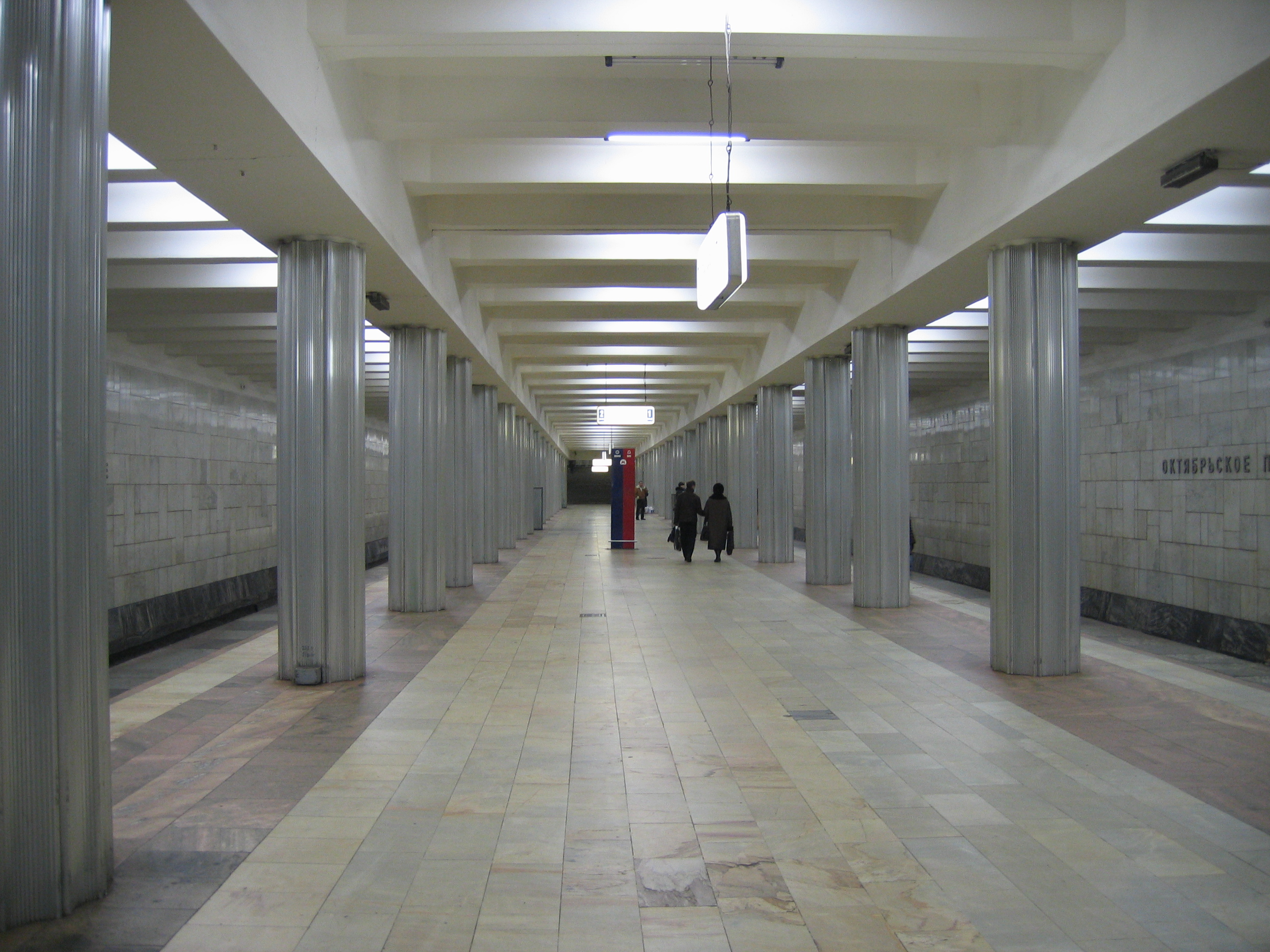
«Октябрьское поле»
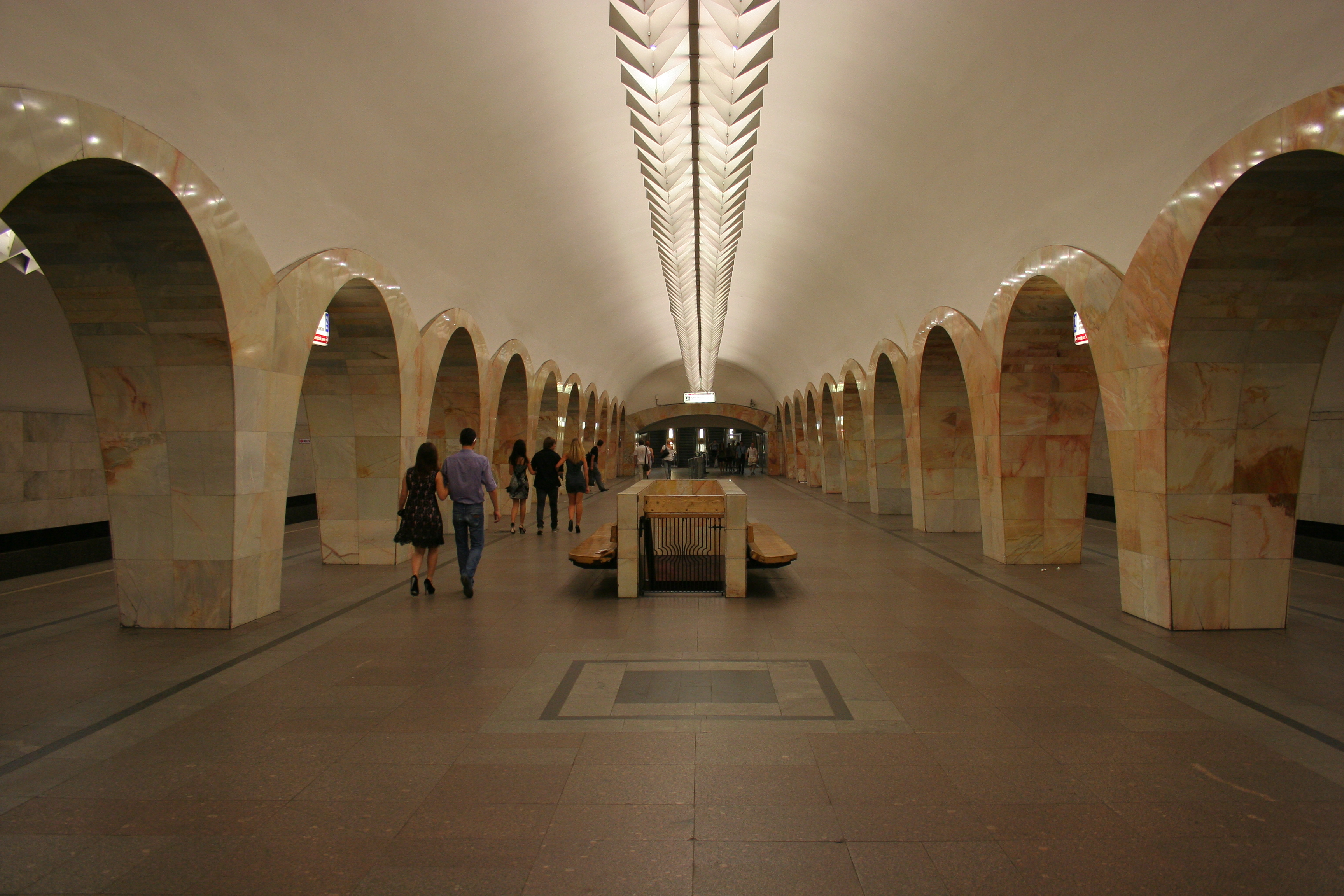
«Кузнецкий Мост»
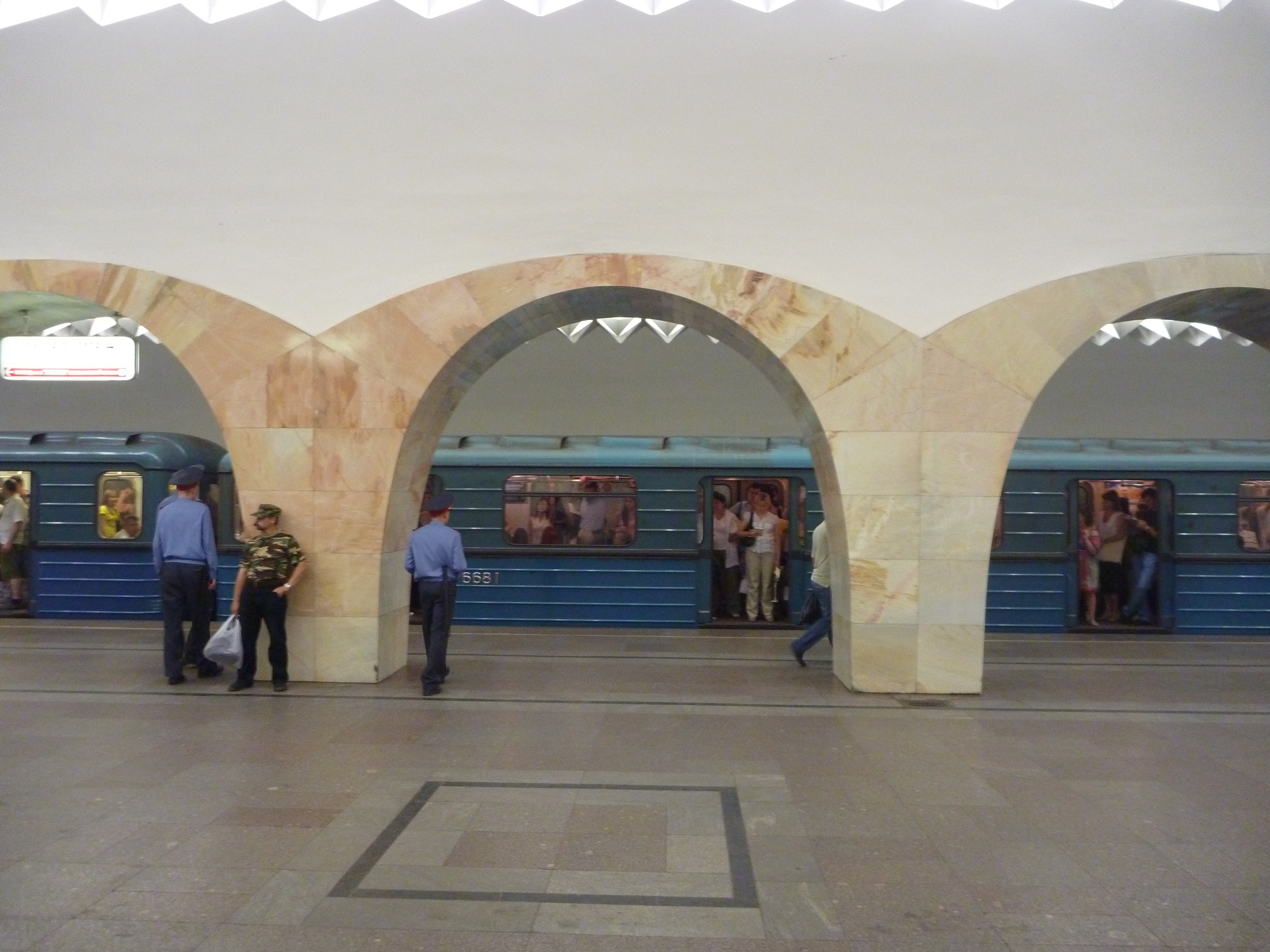
«Кузнецкий Мост». Колонны
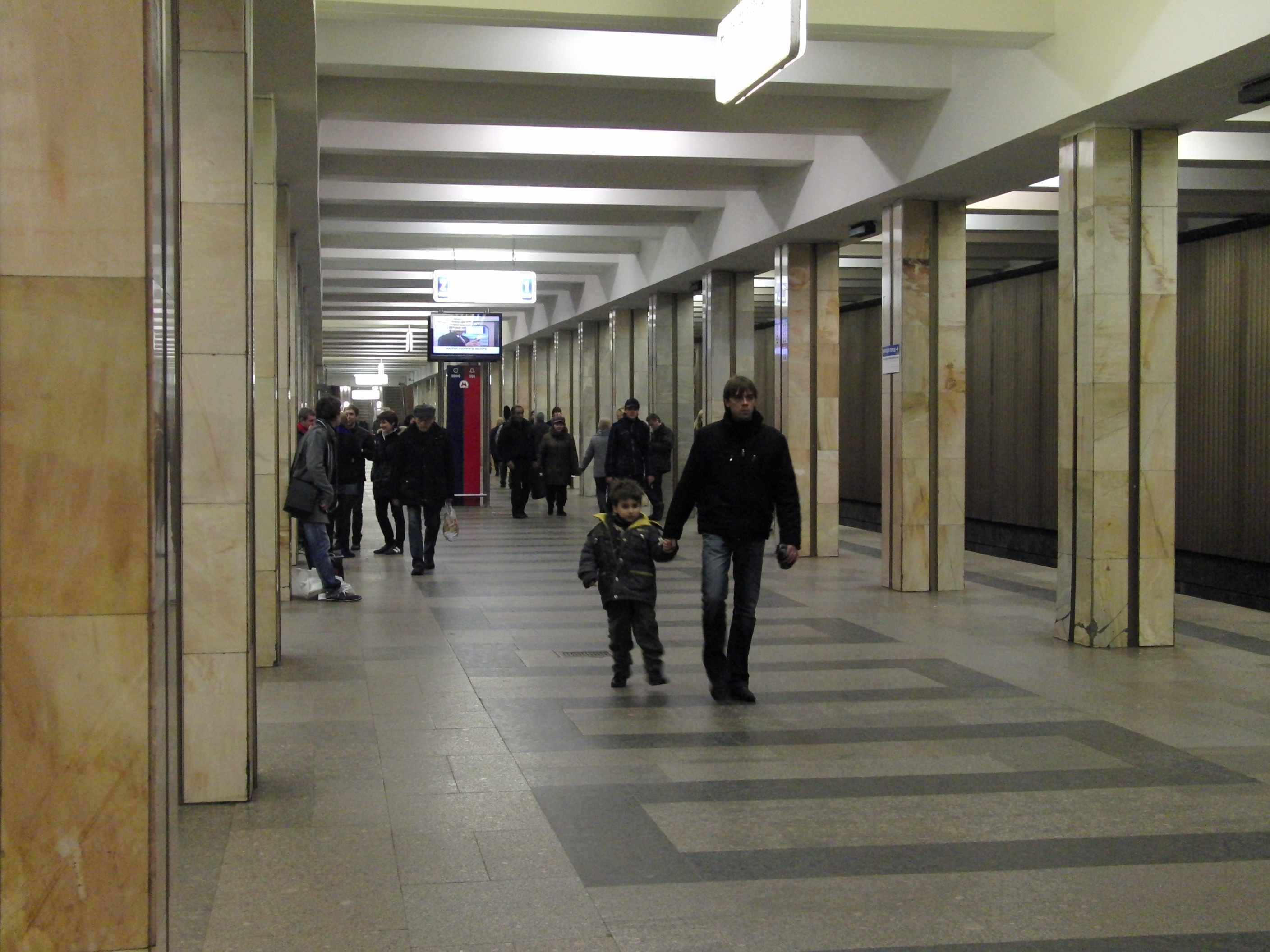
«Щукинская»
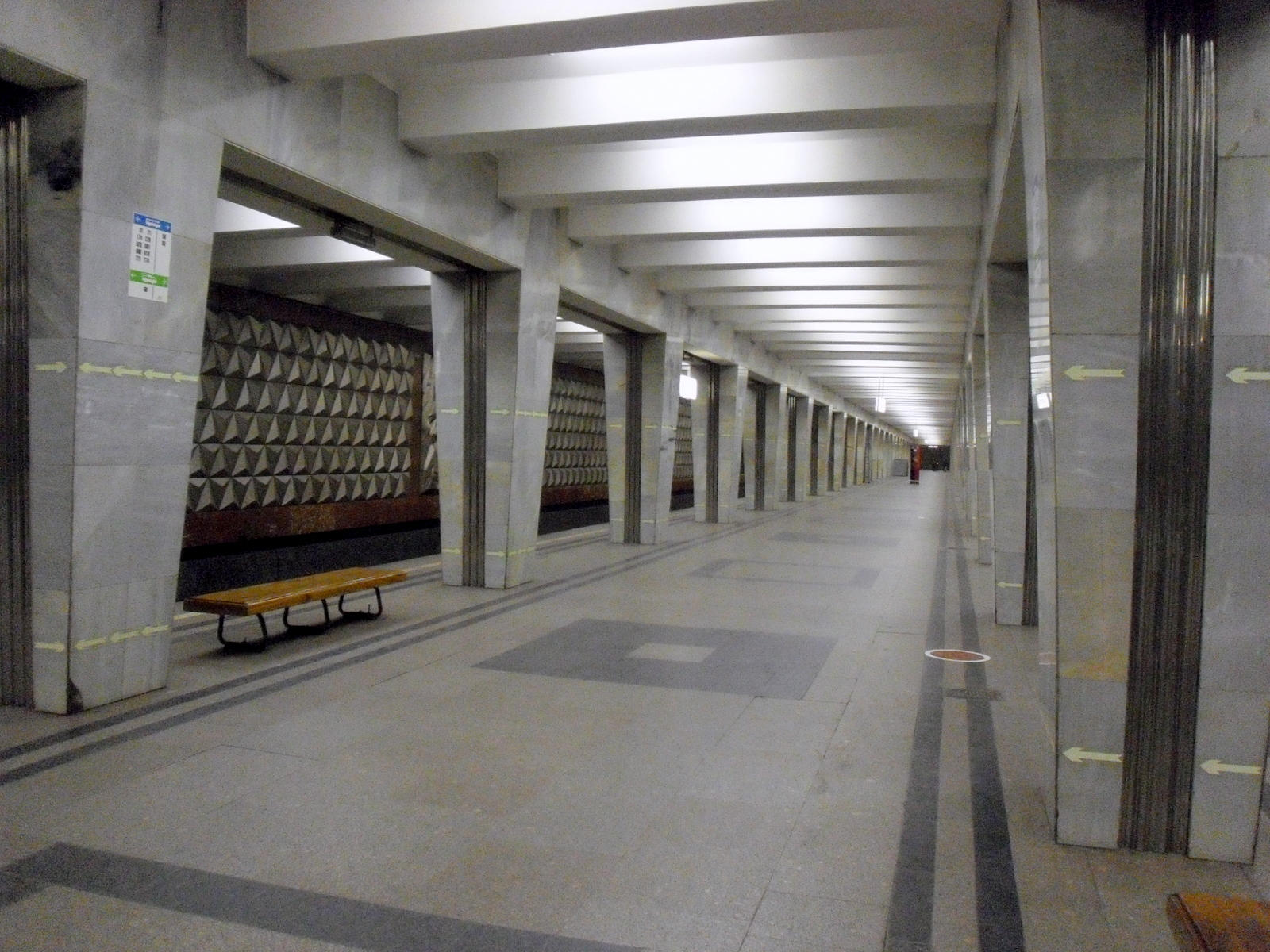
«Медведково»
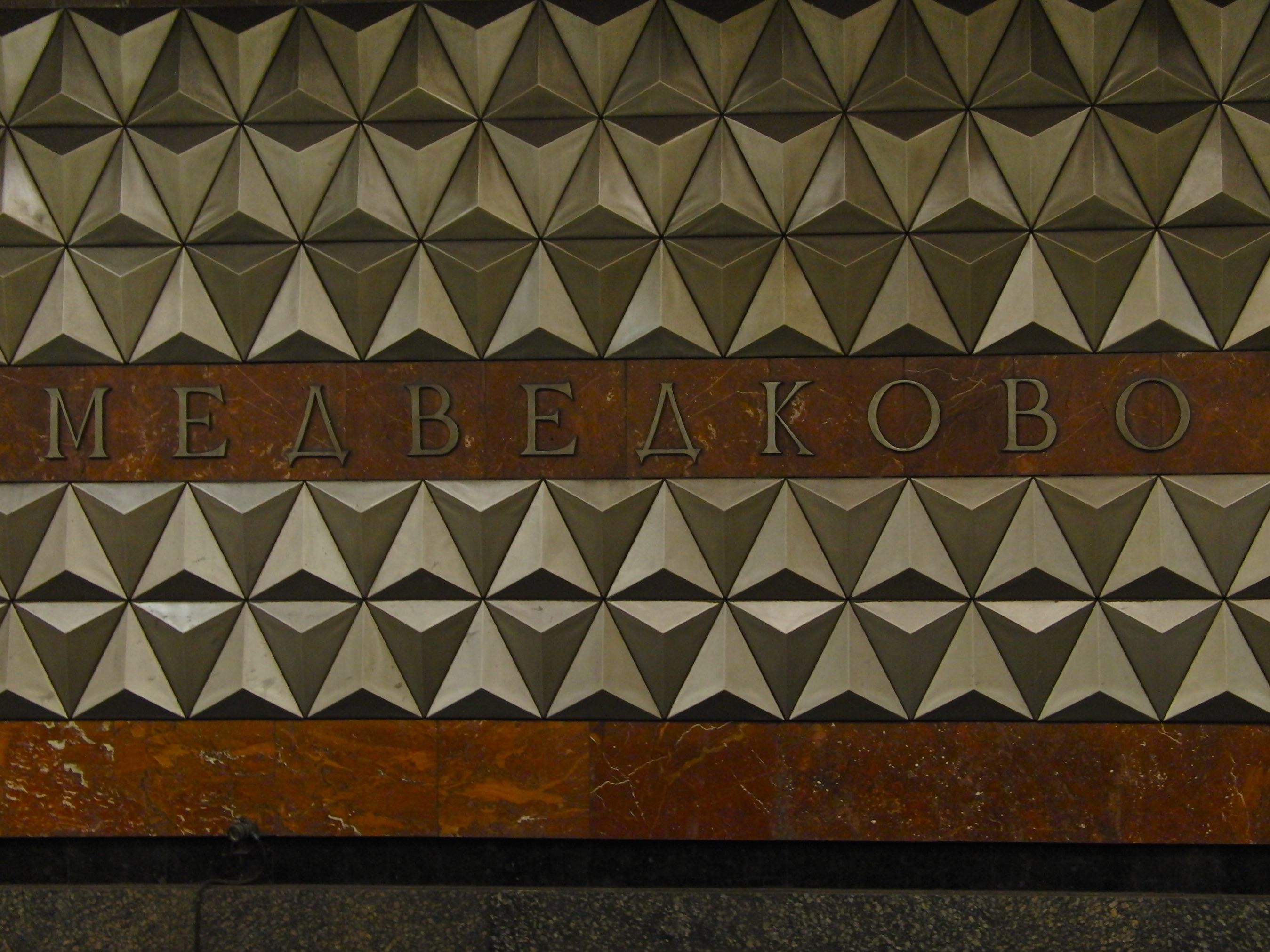
«Медведково». Путевая стена
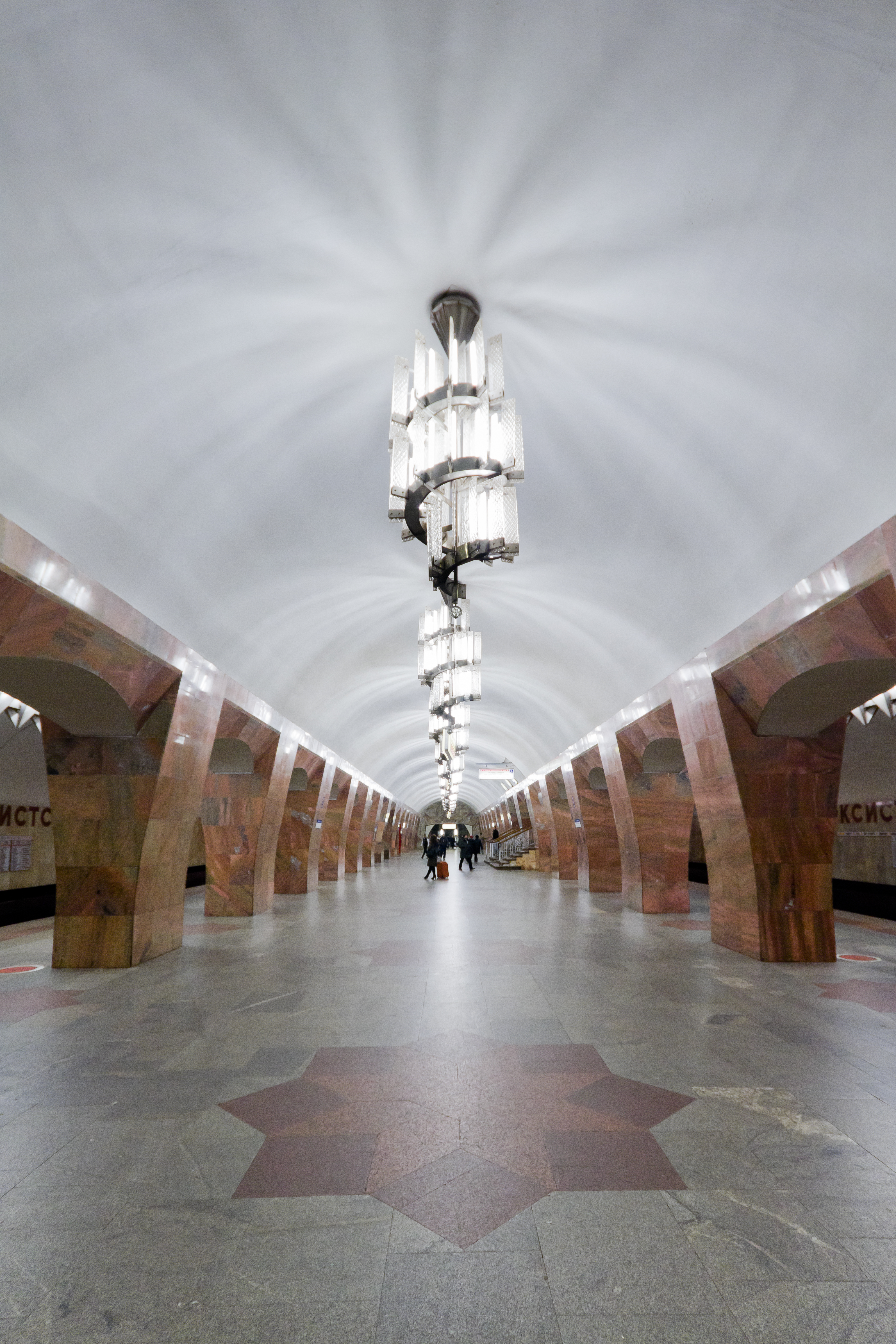
«Марксистская»
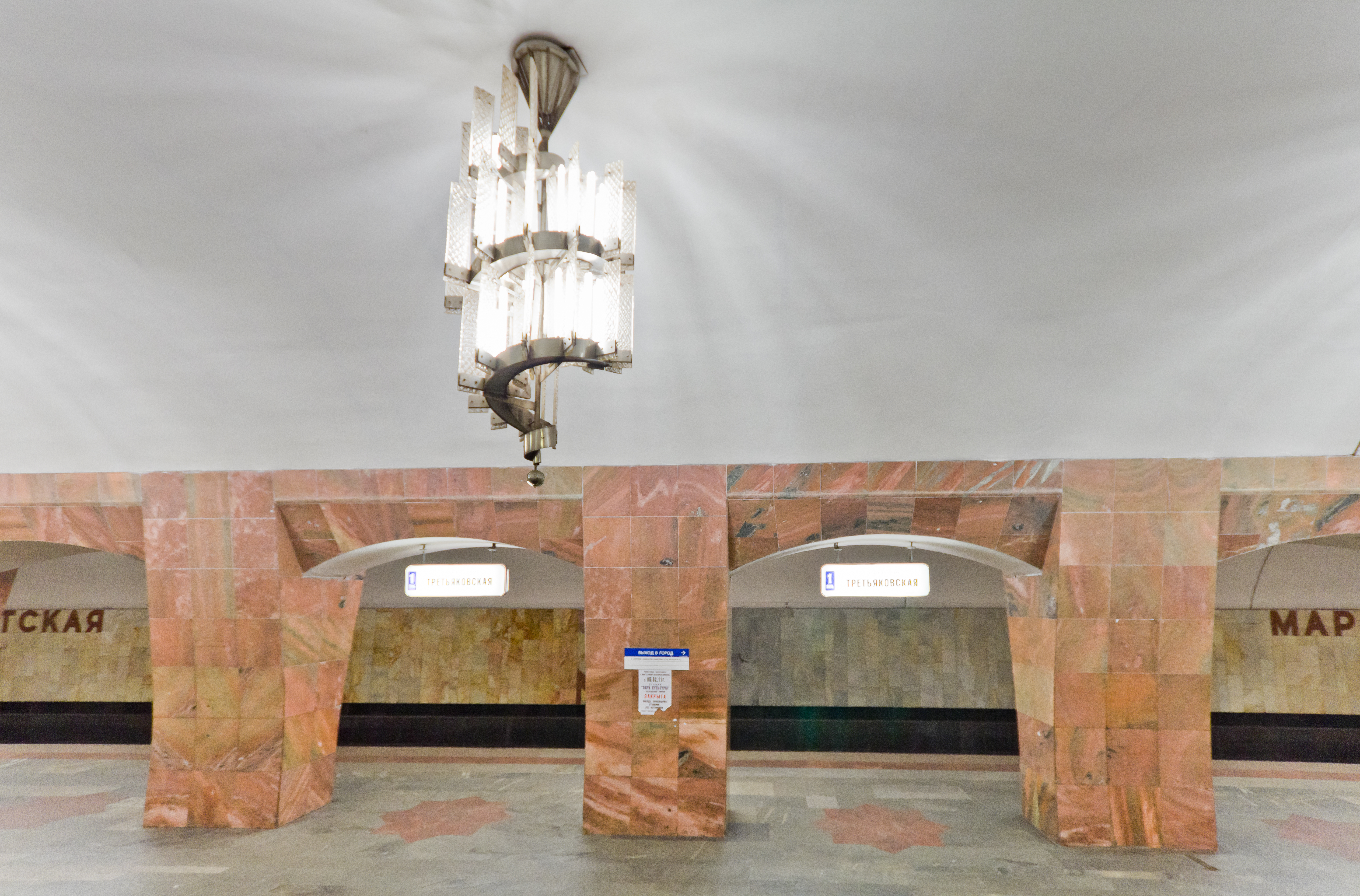
«Марксистская»
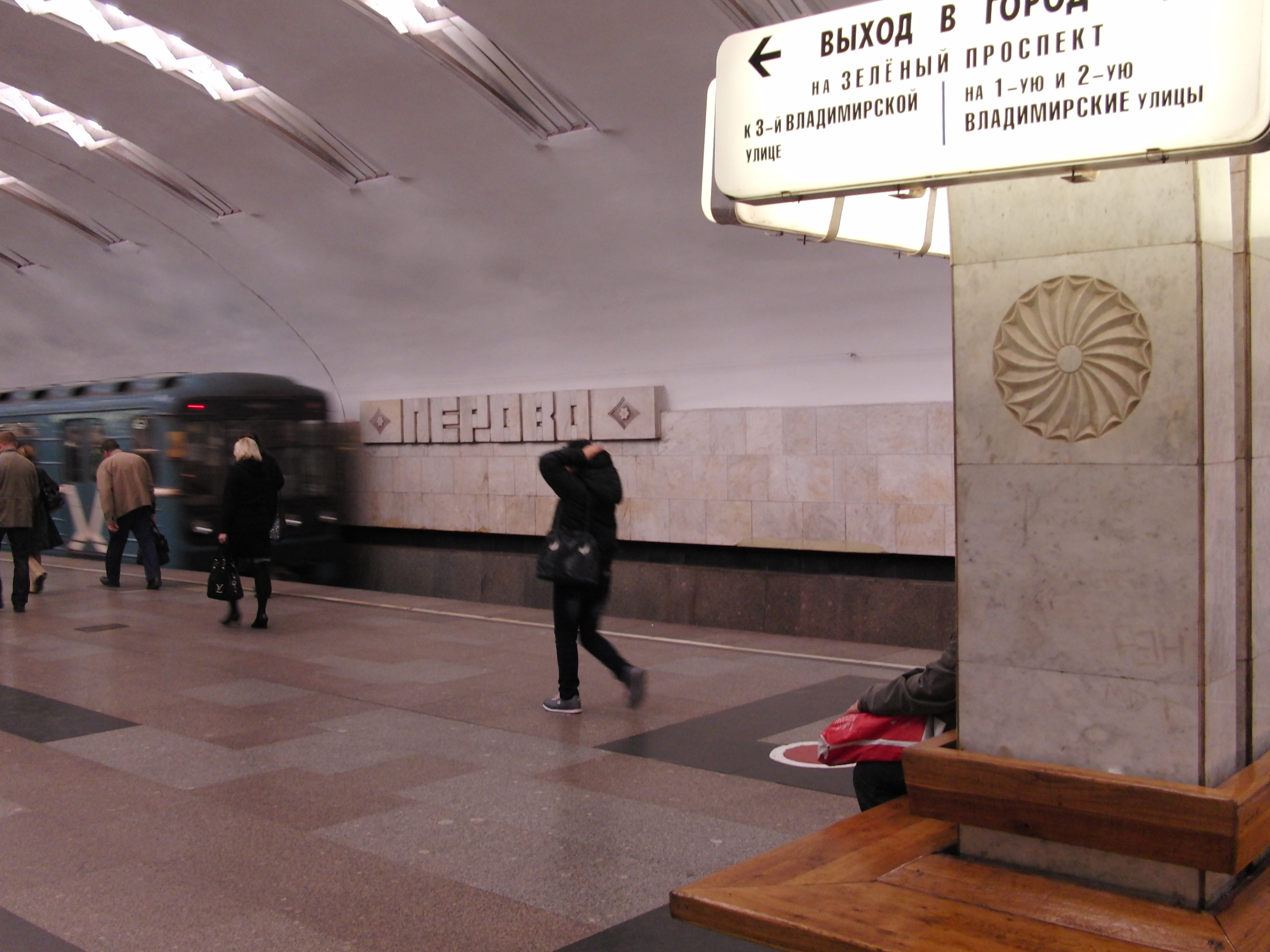
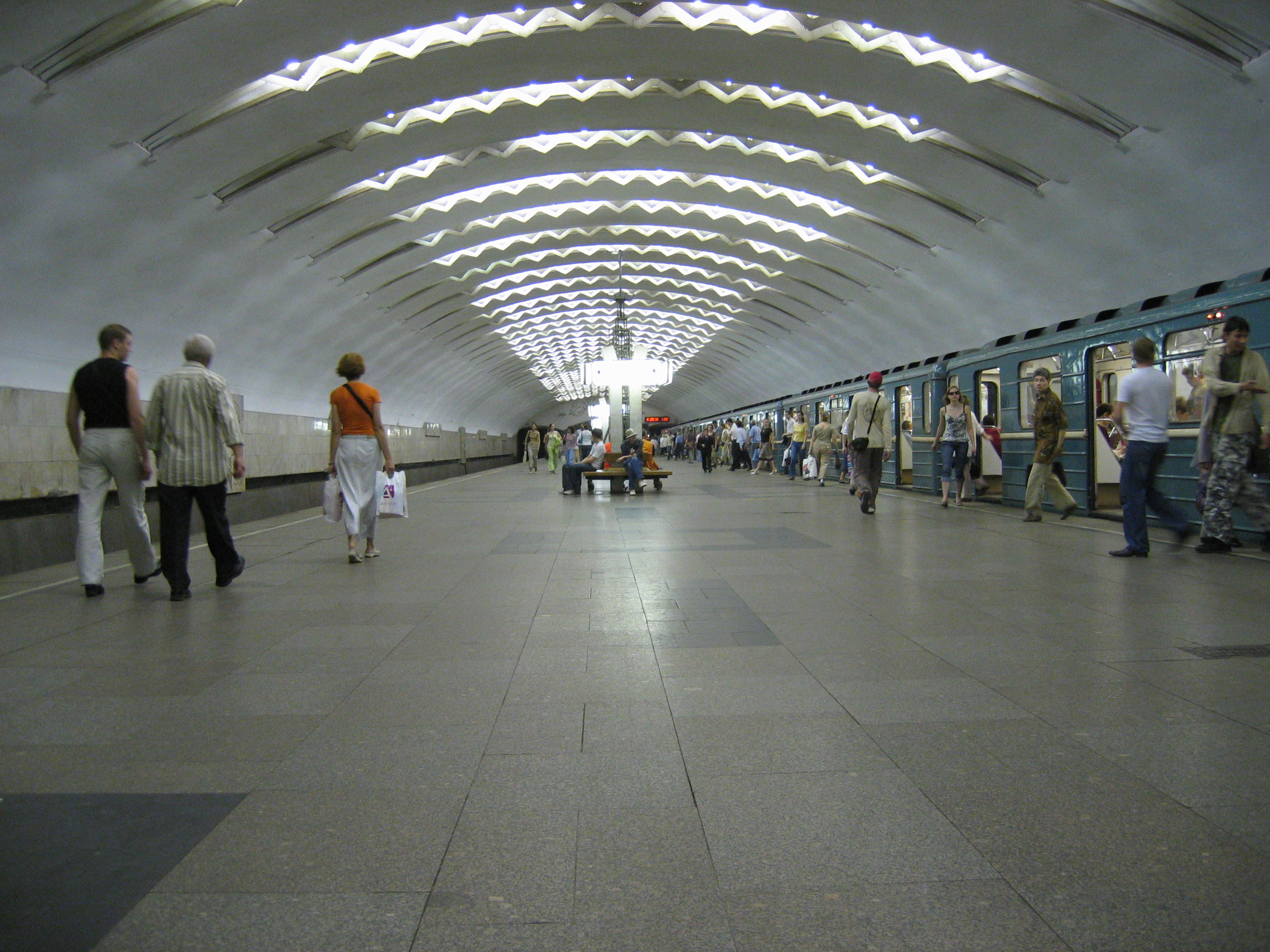
Световод на «Серпуховской»
«Серпуховская»
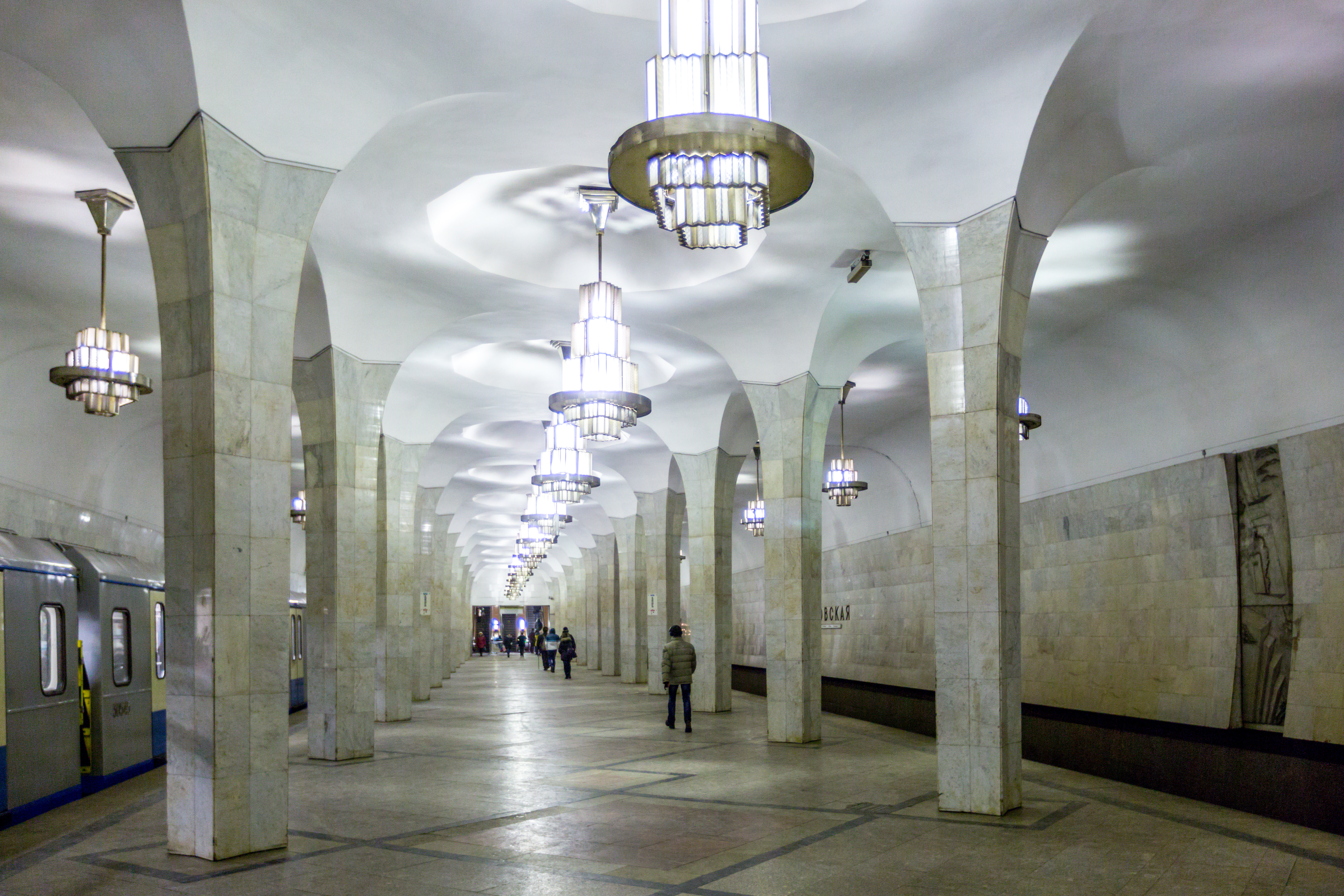
«Чертановская»
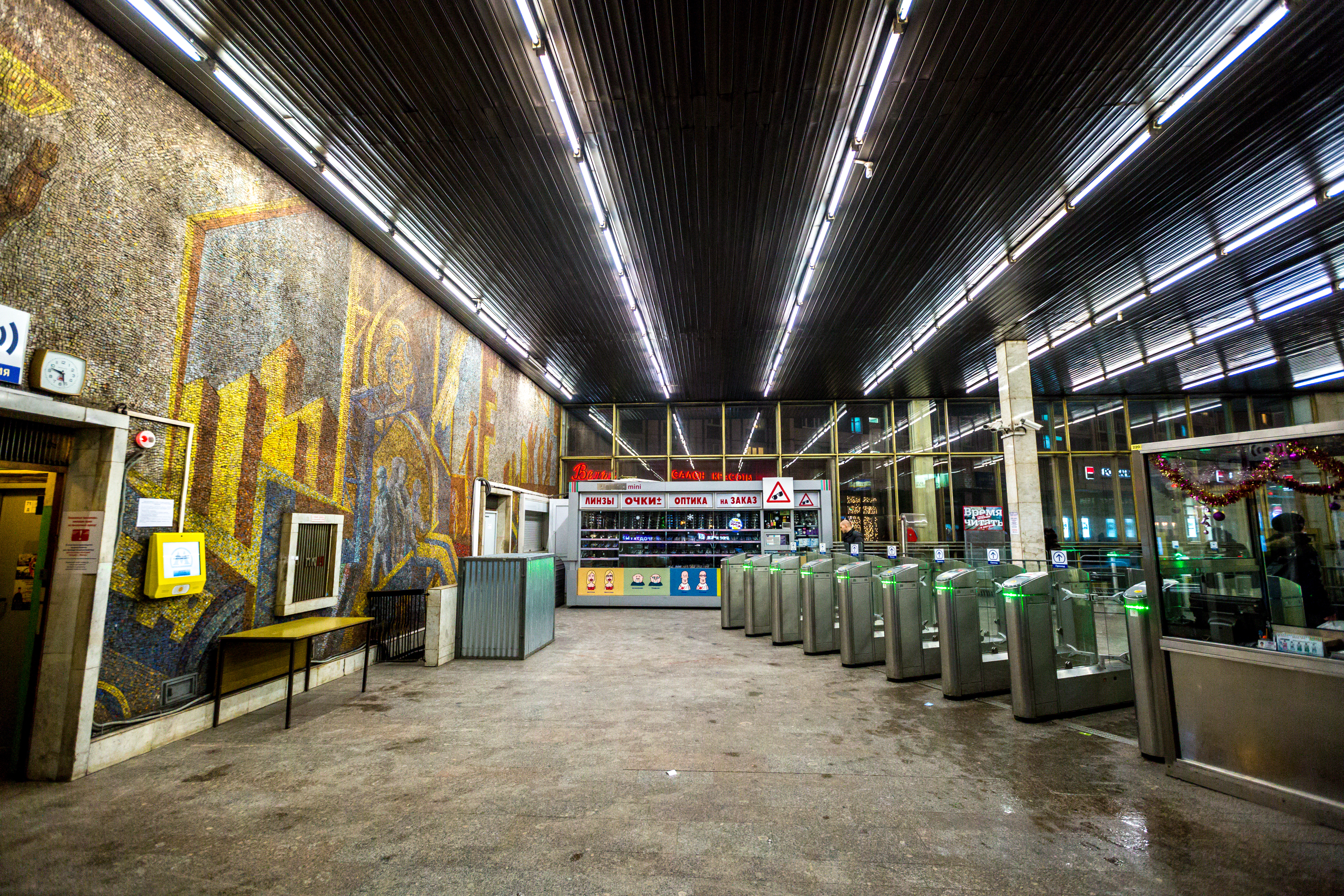
«Чертановская». Вестибюль
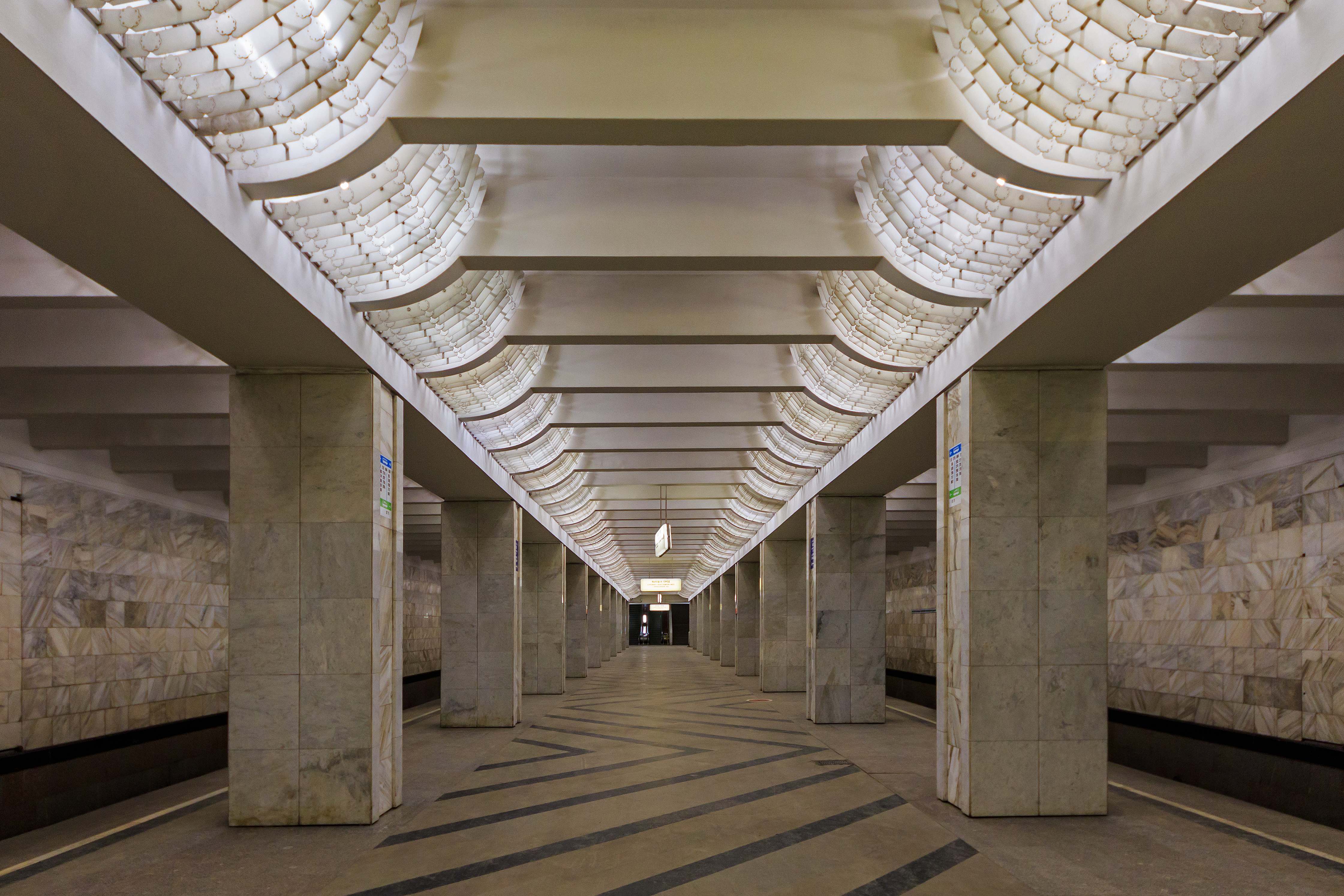
«Домодедовская»
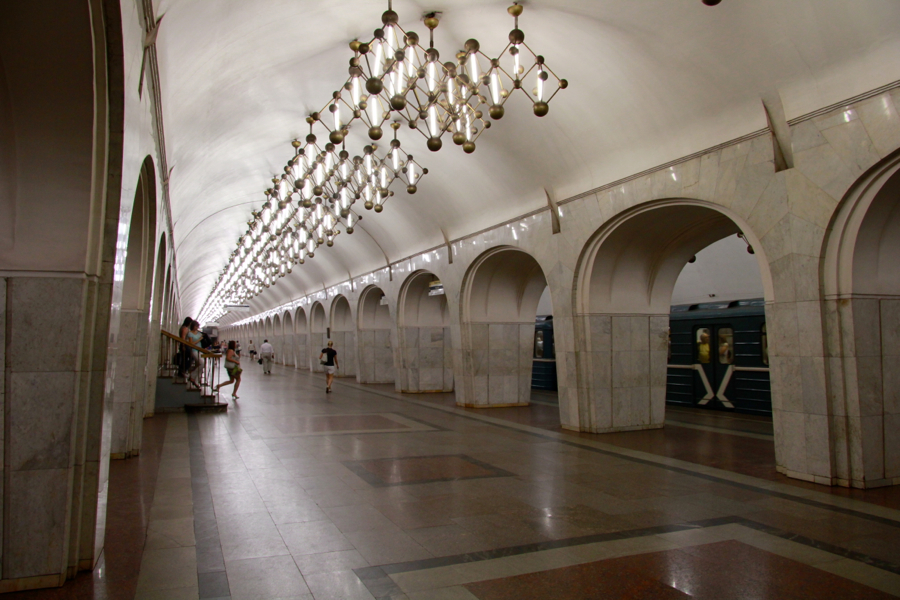
«Менделеевская»
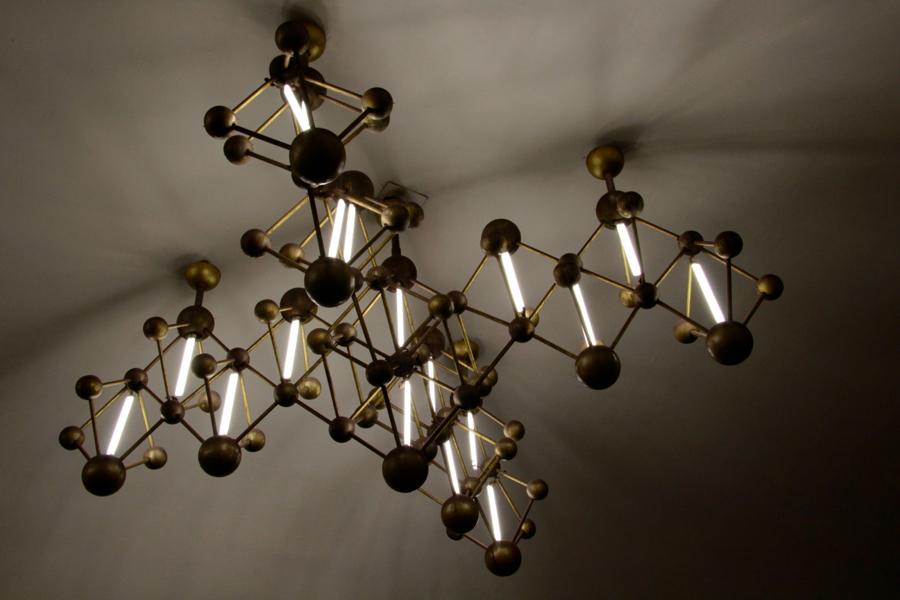
«Менделеевская». Светильник
«Бульвар Рокоссовского»
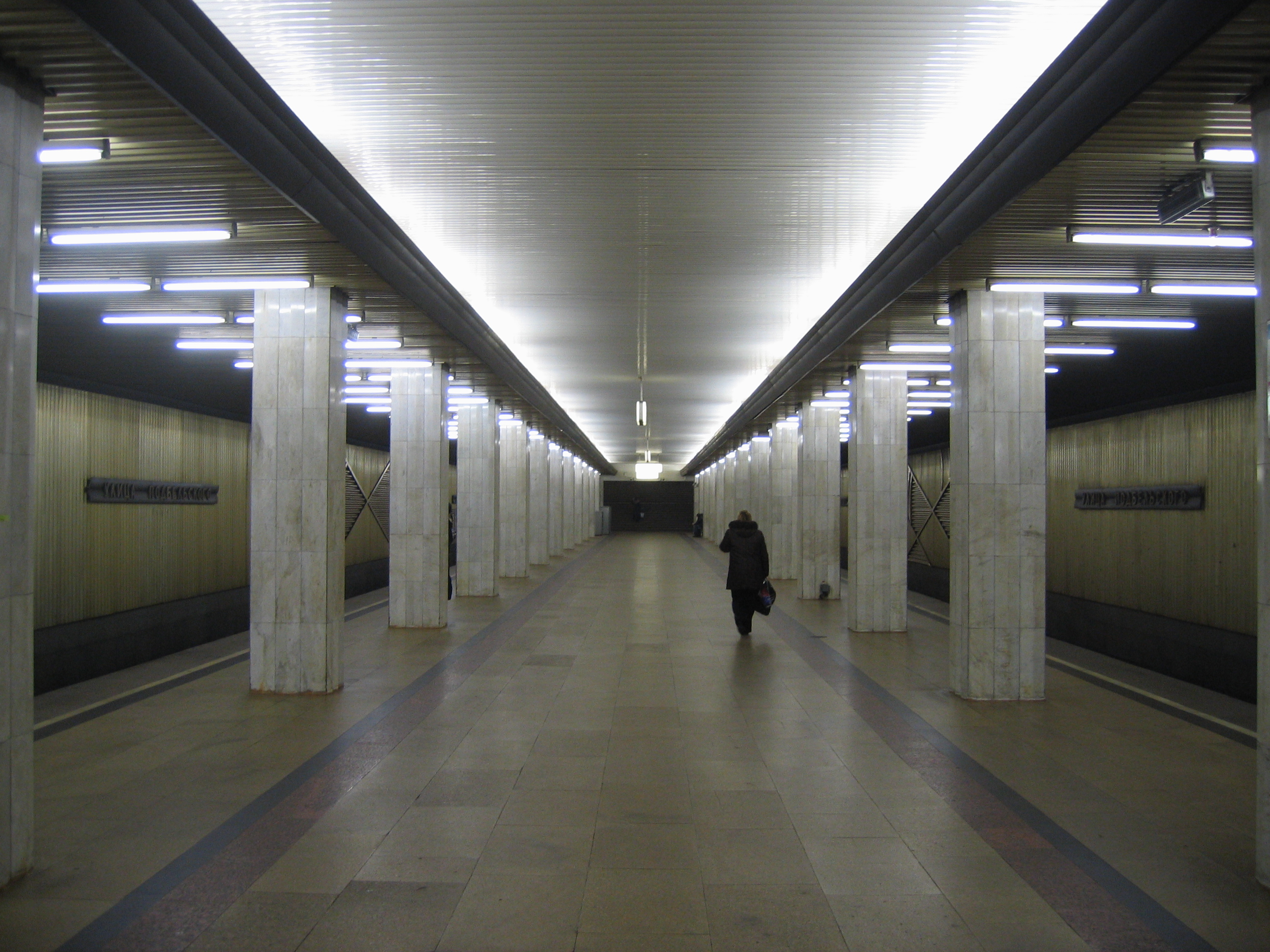
«Бульвар Рокоссовского»
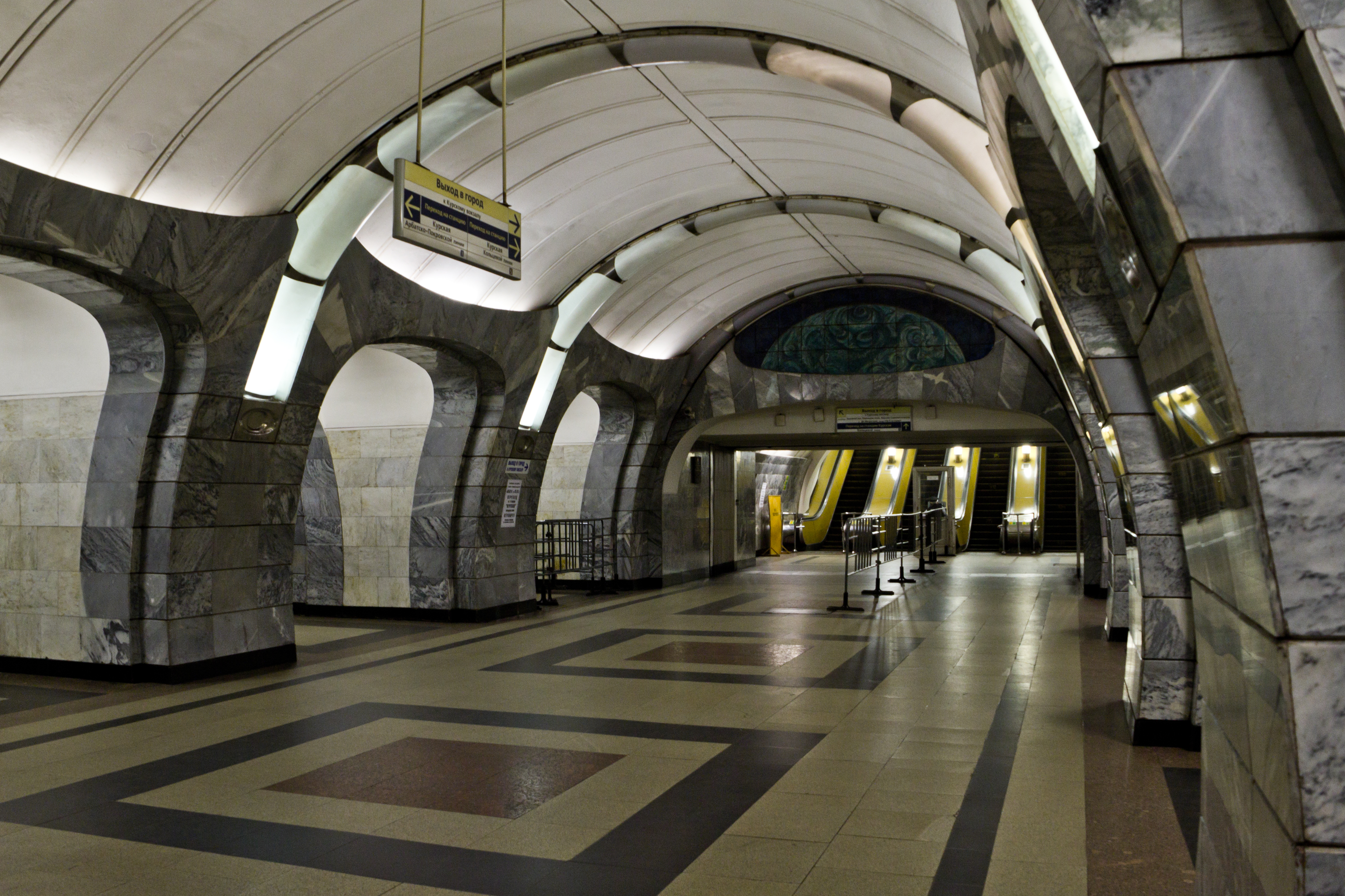
«Чкаловская»
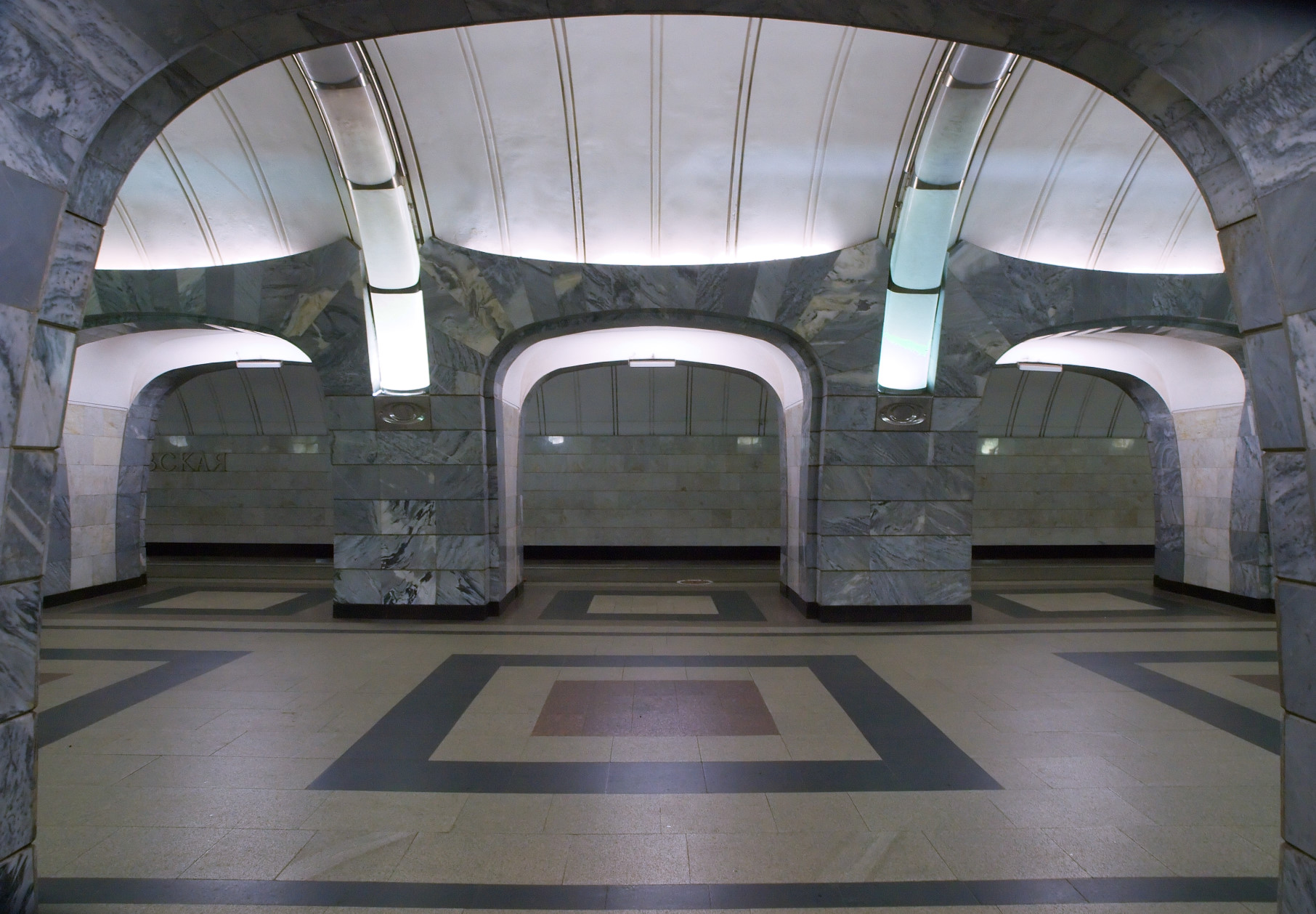
«Чкаловская»

## Цитаты
Я любила наблюдать за работой троих соавторов — Марковского, Лилье и Литвинова. Пристроившись где-то в уголочке, слушала их рассуждения по поводу создания фрагментов или деталей проекта и вспоминала высказывание Ивана Жолтовского: «Проект должен быть разработан вплоть до дверной ручки». Все, даже мелкие детали у них осмысливались в соответствии с логикой целого сооружения.
В метрострое знали — если что-то сделают по-своему, я всё это разобью и уничтожу — никаких промежуточных вариантов! На стройке бывала если не ежедневно, то через день обязательно. Иначе пристанет, — не отдерёшь. Привела метрострой в такое состояние, они боялись меня как чумы: «Нет, она не согласует». Старались всё выполнить, уже знали меня. Архитектор должен всё время с исполнителем сотрудничать.
Человек на станции находится в движении. Если он пришел гулять, он будет рассматривать всё, но он стремится в поезд. На каждой станции должна быть главная тема, чтобы пассажир их различал, а всё остальное вторично.